# Vieja maculicauda
Vieja maculicauda es una especie de peces de la familia Cichlidae en el orden de los Perciformes.

## Morfología
Los machos pueden llegar alcanzar los 25 cm de longitud total.

## Distribución geográfica
Se encuentra en América Central: desde el río Usumacinta (Guatemala) hasta el río Chagres (Panamá ).